# 產科學
產科學是一門研究女性妊娠期、分娩期及產褥期全過程，並對該過程中所發生的孕產婦及胎兒、新生兒的生理、病理改變進行診斷、處理的臨床醫學學科，是一門協助新生命誕生的臨床醫學學科。

## 參見

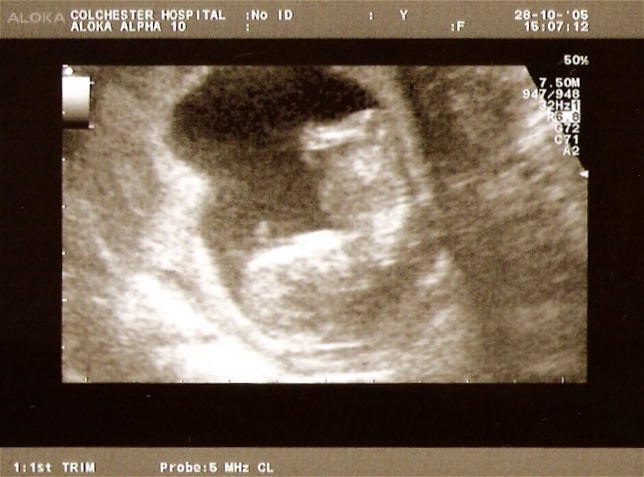
超音波成像是現代產科常用的技術之一。

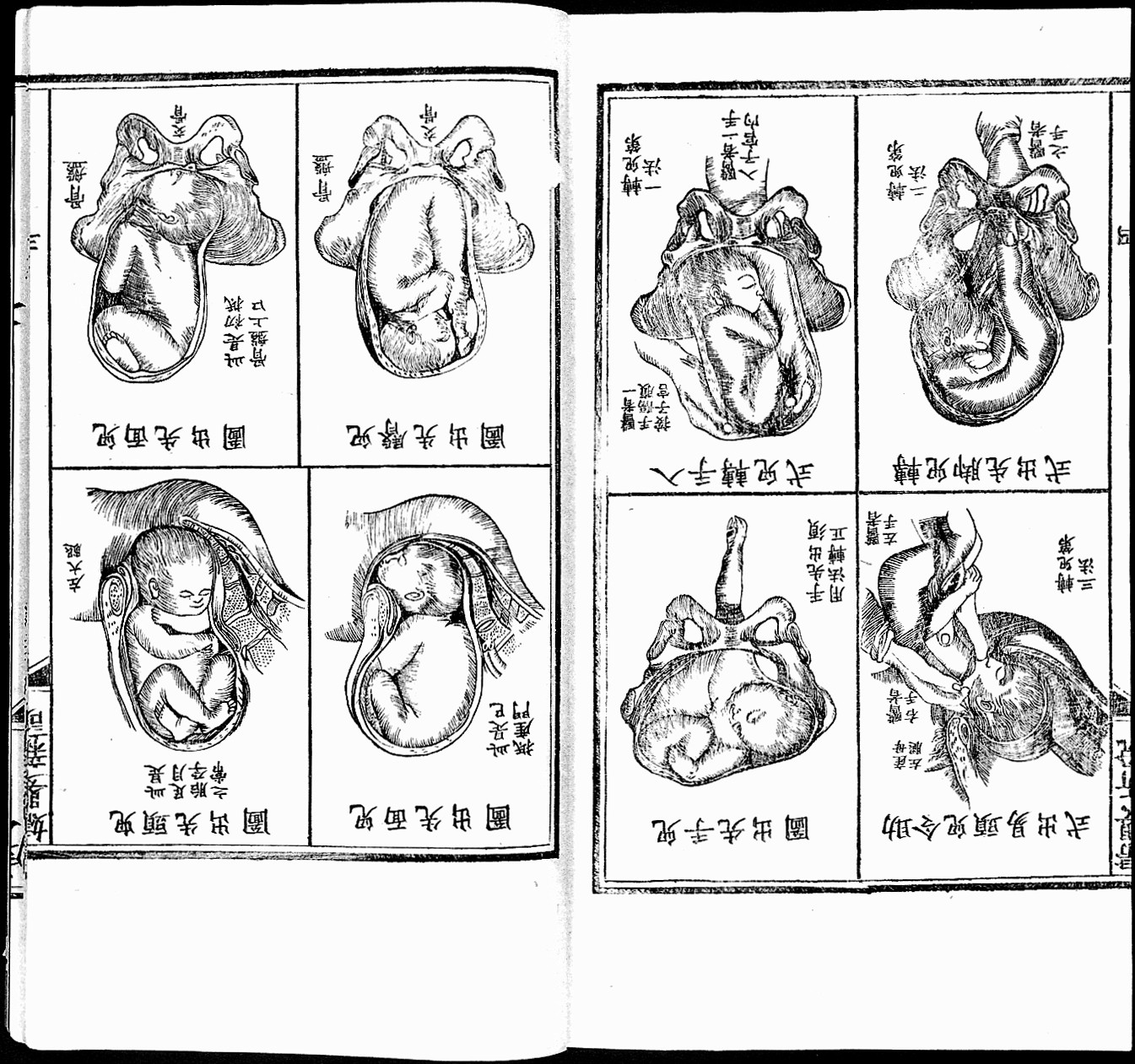